# Агрегат (петрографія)

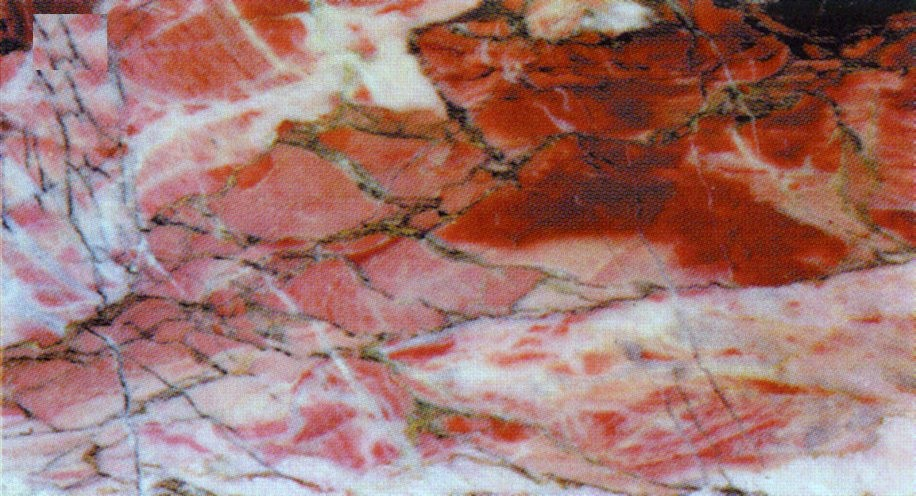
Червоний мармур

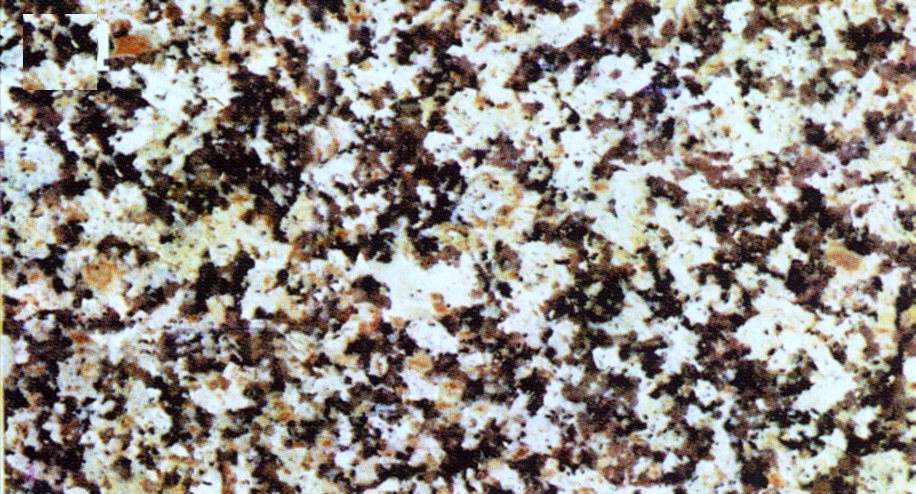
Граніт.

Агрега́т (лат. aggregare — приєднувати) — у петрографії — сукупність окремих мінералів, що становлять гірську породу.
Утворюються внаслідок сумісного росту мінеральних індивідів. За своїм складом агрегати поділяють на прості, тобто утворені з кристалів одного мінералу (наприклад, мармур — простий агрегат кальциту), та складні — з кристалів різних мінералів (наприклад, граніт — складний агрегат польового шпату, кварцу та слюди).
Крім того, розрізняють агрегати голчасті, землисті, зернисті, лускуваті, ниркоподібні та ін.  
Мінеральний агрегат - морфологічна одиниця текстури мінералів. 